# Rabak (Kalimanah)
Rabak is een bestuurslaag in het regentschap Purbalingga van de provincie Midden-Java, Indonesië. Rabak telt 2668 inwoners (volkstelling 2010).